# تنظير المفصل
تنظير المفصل (بالإنجليزية: Arthroscopy) (الذي يسمى أيضا جراحة التنظير المفصلي أو جراحة ثقب المفتاح) هو إجراء جراحي بسيط في المفصل ويتم فيه إجراء الفحص وأحيانًا معالجة الضرر باستخدام منظار المفصل، وهو منظار داخلي يتم إدخاله في المفصل من خلال شق صغير. ويمكن استخدام المنظار الداخلي أثناء إعادة بناء الرباط الصليبي الأمامي. وعلى الرغم من انتشار استخدامه لعلاج تمزق الغضروف، فإنه لا يوجد أي دليل يدعم نتائجه الإيجابية.
ما يميزه على الجراحة المفتوحة التقليدية هي أن المفصل لا يجب فتحه بالكامل. ولإجراء تنظير الركبة يتم إجراء شقين صغيرين فقط، أحدهما لمنظار المفصل والآخر للأدوات الجراحية التي سيتم استخدامها في تجويف الركبة. ويقلل ذلك من وقت التعافي، وقد يزيد من معدل النجاح بسبب الاحتكاك الأقل بالالنسيج الضام. وقد اكتسب تنظير المفصل شعبية كبيرة؛ بسبب الأدلة على سرعة التعافي، وآثار الجروح الأقل بسبب الشقوق الأصغر. ويستخدم محلول مائي لبسط المفصل، وذلك لتوفير مساحة جراحية.
وتكون الأدوات الجراحية الخاصة به أصغر من الأدوات التقليدية، ويعرض الجراحون منطقة المفصل على شاشة الفيديو، ويمكنهم تشخيص وإصلاح أنسجة المفصل الممزقة، مثل الأربطة. تقنياً من الممكن إجراء فحص تنظير المفصل لكل المفاصل تقريبًا، ولكن الأكثر شيوعًا هو استخدامه للركبة، والكتف، والكوع والمعصم، والكاحل، والقدم، والورك.

## الأنواع
الركبة
استبدل التنظير في الركبة الجراحة المفتوحة التقليدية في العديد من الحالات التي أجريت في الماضي. جراحة الركبة بالمنظار هي واحدة من أكثر إجراءات تقويم العظام شيوعًا، حيث يتم إجراؤها حوالي مليوني مرة في جميع أنحاء العالم سنويًا. تنظير المفصل أكثر شيوعًا لعلاج تمزق الغضروف الهلالي ولإجراء إعادة بناء الرباط الصليبي الأمامي.
يتم إدخال كاميرا ضوئية صغيرة (منظار المفصل) في المفصل أثناء تنظير الركبة العادي من خلال شق صغير طوله 4 مم (1/8 بوصة). من الممكن إجراء المزيد من الشقوق لفحص أجزاء أخرى من الركبة بصريًا وإدخال الأدوات المستخدمة لإجراء العمليات الجراحية.
العمود الفقري
تقدم مجموعة بي إم جي توصيات قوية ضد تنظير العمود الفقري على أساس وجود أدلة تدل على عدم وجود فائدة دائمة وأقل من 15 ٪ من الناس يحصلوا على فائدة صغيرة على المدى القصير. هناك آثار نادرة الحدوث ولكنها خطيرة يمكن أن تحدث، بما في ذلك الجلطات الدموية الوريدية، والالتهابات، وتلف الأعصاب  وتتضمن التوصية السريعة لـمجموعة بي إم جي الرسوم البيانية وأدوات صنع القرار المشتركة لتسهيل التواصل بين الأطباء والمرضى حول مخاطر وفوائد الجراحة بالمنظار.
اثنين من أكبر التجارب للعمليات الجراحية بالمنظار لهشاشة العظام في الركبة لم يكن لها أي فائدة. تمانع العديد من شركات التأمين الطبي تعويض الجراحين والمستشفيات لما يمكن اعتباره إجراء مشكوك في فائدته أو لا يمكن إثباتها أو يبدو أنه يخلق مخاطر الجراحة.ومع ذلك لا يزال هذا العلاج مُعتمَد على نطاق واسع لعلاج مجموعة من الحالات المرتبطة بهشاشة العظام، بما في ذلك قطع غضروف الفخد، التهاب العظم الغضروفي.
أكد التحليل البعدي لعام 2017 أن هناك عادةً انخفاضًا صغيرًا جدًا وغير مهم في الألم والتحسن في الوظيفة في 3 أشهر (على سبيل المثال، تقليل الألم بمعدل 5 تقريبًا على مقياس من 0 إلى 100). وجدت مراجعة منفصلة أن معظم الناس قد يأخذون في الاعتبار انخفاض الألم بما يقدر 12 على نفس المقياس من 0 إلى 100 مما يوحي بأنه بالنسبة لمعظم الناس انخفاض الألم في 3 أشهر ليس مهمًا. التنظير لم يقلل الألم أو يحسن أداء المفصل أو شكل الحياة في عام واحد. وهناك آثار ضارة مهمة.
تمزق الهلالة
واحد من الأسباب الرئيسية لإجراء تنظير المفصل هو إصلاح أو قص هلالة ممزقة مؤلمة أو تالفة. المصطلح العملي للجراحة هي استئصال الهلالة الجزئي بالمنظار. لا يبدو أن الجراحة التنظيرية تفيد بالنسبة للبالغين عند القيام بها لوجود ألم في الركبة لدى مرضى هشاشة العظام المصابين بتمزق الهلالة.

## أنظر أيضا
- إصابة الرباط الجانبي الزندي المرفقي